# Sainte-Marie-Kerque
Sainte-Marie-Kerque település Franciaországban, Pas-de-Calais megyében. Lakosainak száma 1715 fő (2022. január 1.). Sainte-Marie-Kerque Audruicq, Bourbourg, Muncq-Nieurlet, Polincove, Ruminghem, Saint-Folquin és Saint-Pierre-Brouck községekkel határos.

## Népesség
A település népessége az elmúlt években az alábbi módon változott:
| Lakosok száma | 1570 | 1617 | 1670 | 1648 | 1653 | 1649 | 1671 | 1693 | 1715 |
|               | 2013 | 2015 | 2016 | 2017 | 2018 | 2019 | 2020 | 2021 | 2022 |